# Erster Stader Vergleich

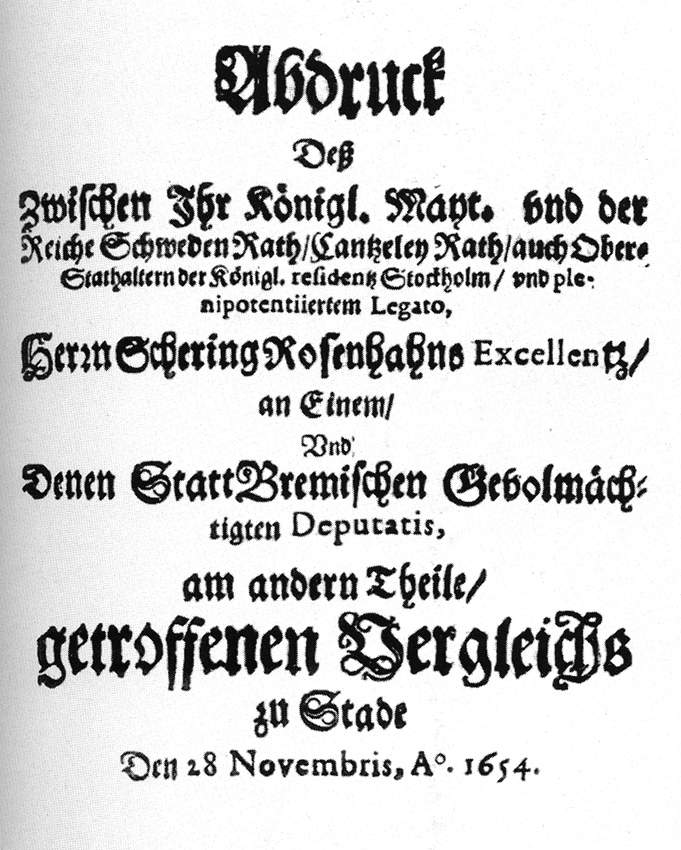
Titelseite des Ersten Stader Vergleichs von 1654

Der Erste Stader Vergleich war eine Einigung zwischen dem Königreich Schweden und der Stadt Bremen, durch die am 28. November 1654 der Erste Bremisch-Schwedische Krieg beendet wurde. Sie wurde in Stade als Verwaltungssitz des Herzogtums Bremen abgeschlossen.

## Vorgeschichte
Bestrebungen der Stadt Bremen, ihren Machtbereich auszudehnen (siehe dazu: Dominium Visurgis), misslangen, obwohl schon vor 1646 Butjadingen und Stadland am linken Weserufer und Gebiete um Stuckenborstel bis Rotenburg (Wümme) erobert beziehungsweise erworben wurden. Nur die Wümmewiesen und Hemelingen verblieben bei Bremen.
1648 kam es dann durch den Westfälischen Frieden endgültig zur Säkularisation des Erzstiftes Bremen, welches als Herzogtum Bremen zusammen mit dem ebenfalls säkularisierten Herzogtum Verden als Territorium Bremen-Verden mit Verwaltungssitz in Stade an Schweden kam. Die Stadt Bremen verlor Bederkesa, Lehe und andere Landgebiete. Bremen hatte zwar 1646 durch das Linzer Diplom die Reichsunmittelbarkeit als nunmehr unmittelbare freie Reichsstadt bestätigt erhalten, im Friedensvertrag war das jedoch nicht aufgenommen worden und Schweden erkannte die Reichsunmittelbarkeit nicht an.
1653 wollte Bremen auf dem Reichstag zu Regensburg die Auslegung des Westfälischen Friedensvertrages zu seinen Gunsten bewirken. Der Generalfeldmarschall und schwedische Generalgouverneur von Bremen und Verden Hans Christoph von Königsmarck nahm 1654 dieses zum Anlass, Bremen anzugreifen. Er besetzte Landgebiete von Bremen und es kam zu Kämpfen um die Burger Schanze in Bremen-Nord. Schweden geriet in eine schwierige politische Lage und stimmte einem Waffenstillstand zu.

## Der Vergleich
Im Ersten Stader Vergleich wurde deshalb am 28. November 1654 geregelt, dass das Kirchspiel Lehe und die Herrschaft (Amt) Bederkesa bei Schweden verblieb. Blumenthal und Vegesack blieben bremisch, jedoch musste Bremen die landesherrlichen Rechte Schweden überlassen. Schweden erkannte nach wie vor nicht die Reichsunmittelbarkeit von Bremen an. Der Reichsstand von Bremen blieb offen. So musste nach diesem Vergleich Bremen der Krone Schwedens huldigen. Diese Huldigung erfolgte am 6. Dezember 1654.